# ویدنزبری
ویدنزبری (به انگلیسی: Wednesbury) یک شهرک در بریتانیا است که در کلان‌شهر مستقل ساندول واقع شده‌است. ویدنزبری ۳۷٬۸۱۷ نفر جمعیت دارد.